# M41 Walker Bulldog
 El M41 Walker Bulldog, oficialment tanc de 76 mm M41, era un tanc lleuger nord-americà desenvolupat per a fins de reconeixement militar. Va ser produït per Cadillac entre 1951 i 1954 i comercialitzat amb èxit a l'Exèrcit dels Estats Units com a reemplaçament per la seva flota d'envelliment de tancs M24 Chaffee de la Segona Guerra Mundial. Tot i que va ser dissenyat com a vehicle de reconeixement, el pes i l'armament del M41 també el van fer efectiu en el paper de suport d'infanteria propera i per a desplegaments aerotransportats ràpids. En entrar en servei als Estats Units, tots els M41 van rebre la designació Little Bulldog i, posteriorment, Walker Bulldog després del difunt general Walton Walker, que va morir en un accident de Jeep el 1950. El M41 va ser el primer tanc lleuger americà de postguerra que va entrar en servei a tot el món, i va ser exportat en quantitats considerables pels Estats Units, particularment a Àsia.
El desenvolupament del M41 va continuar lentament fins a l'esclat de la Guerra de Corea, quan les renovades demandes de l'exèrcit dels Estats Units per a més tancs van donar lloc a la seva precipitació en la producció. La pressa amb la qual es va produir inicialment va portar a problemes tècnics, que, juntament amb les dimensions relativament estretes de dins de casc, i el mal armament li va donar una reputació mediocre entre les tripulacions de tancs nord-americanes. També es considerava massa gran en comparació amb el Chaffee per al reconeixement. El finançament del programa M41 es va reduir en conseqüència, i es va posar més èmfasi en el desenvolupament de nous tancs de batalla principals com el M47 Patton. Cadillac va cessar la producció de la M41A1 a finals de 1954. Va ser reemplaçat pel M551 Sheridan durant la dècada de 1960, quan el canó ja no podia penetrar en tancs mitjans.

## Desenvolupament
A partir de 1946, l'Exèrcit dels Estats Units va encarregar un projecte per supervisar la substitució del tanc lleuger M24 Chaffee en el paper de reconeixement. A efectes preliminars, aquest hipotètic tanc havia de ser conegut com a T37. No obstant això, arran de la Segona Guerra Mundial, la majoria dels programes de desenvolupament de vehicles blindats van patir una falta d'impuls i un finançament inadequat. El concepte T37 no va arribar a la viabilitat fins al 1949, quan finalment es van construir tres prototips dispars. El segon prototip del trio, T37 fase dos, va ser seleccionat per a proves posteriors i va rebre una única designació T41. En la seva forma final, la preproducció d'aquest model va ser conegut com a T41E1 per l'Exèrcit dels Estats Units.
El T41E1 va ser concebut com un tanc lleuger altament mòbil, capaç d'emprendre un reconeixement agressiu i prou armat per enfrontar-se als últims tancs mitjans soviètics si fos necessari. Es tractava d'utilitzar peces i components d'automoció ja comuns a altres vehicles militars nord-americans i incorporar un buc modular capaç de ser convertit per a una varietat d'altres rols especialitzats. Per exemple, el requisit de l'Exèrcit dels Estats Units no només demanava un tanc lleuger, sinó una plataforma de defensa aèria i un portaavions blindat basat en el mateix xassís. Fins i tot n'hi havia preseleccionat una central específica per als tres vehicles proposats: un motor de gasolina Continental o Lycoming de sis cilindres refrigerat per aire. Això va fer que el T41E1 fos un dels primers tancs americans que es van dissenyar al voltant d'un tipus de motor preexistent, en lloc de ser construït primer i després adoptant un motor adequat. Amb un pes de gairebé 52.000 lliures, el T41E1 era tan pesat que hauria estat classificat fàcilment com un tanc mitjà per dret propi només uns cinc anys abans, i ja no es considerava adequat per a desplegaments aeris freqüents

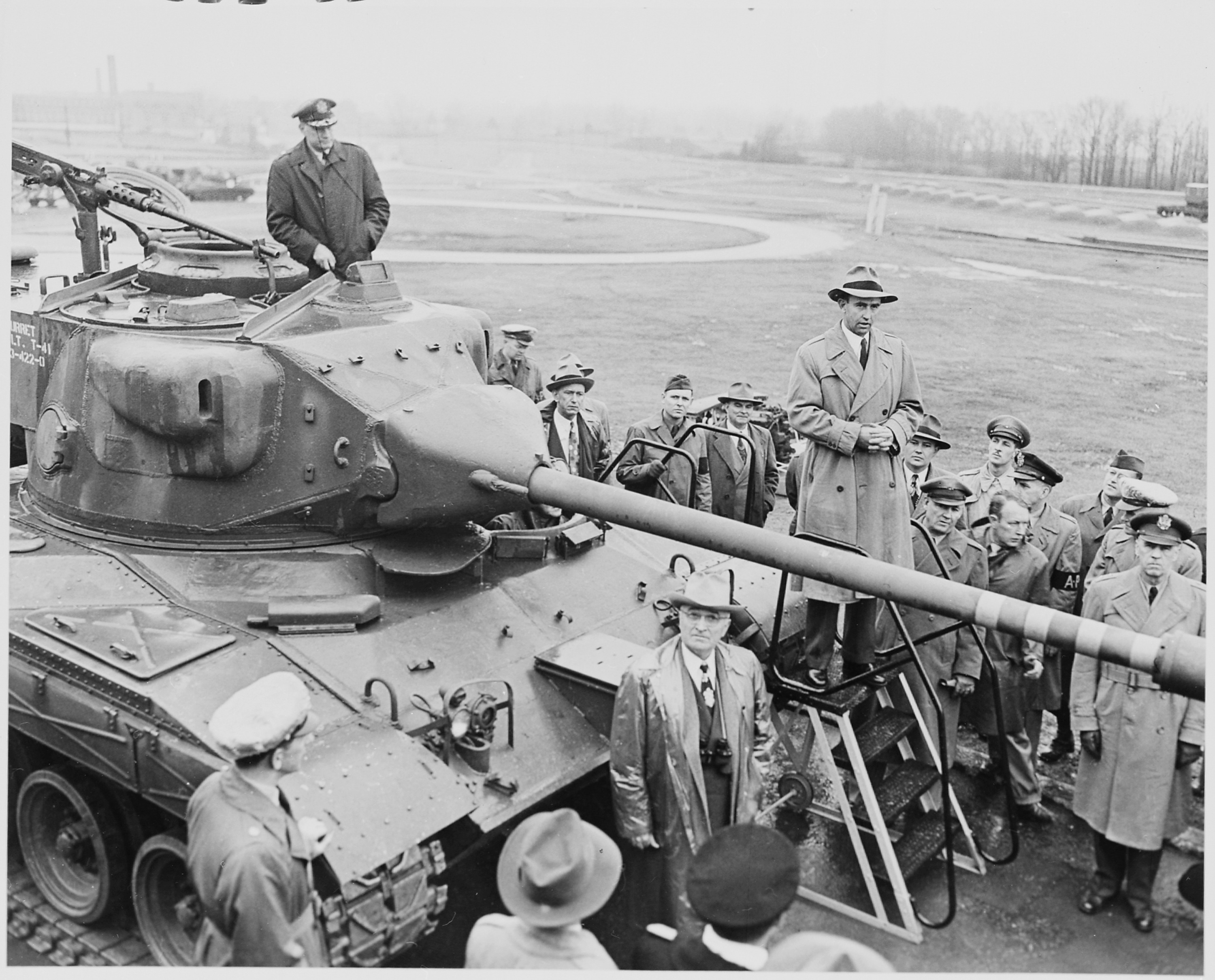
El president Harry Truman amb un prototip T41 en proves a Aberdeen Proving Ground

L'exèrcit va ordenar el T41 cap a l'agost de 1950. El tanc va ser batejat com el "Walker Bulldog" (el darrer general Walton Walker que va morir en un accident de Jeep un any abans) en una manifestació per al president Harry S. Truman al camp de proves de Aberdeen el febrer de 1951.
La producció en sèrie es va veure retardada per les dificultats tècniques derivades de la decisió d'incorporar un telèmetre integral directament a la torreta d'acer. Un renovat sentit d'urgència introduït per l'esclat de la Guerra de Corea i l'augment de les demandes de l'Exèrcit dels Estats Units per a més tancs va donar lloc a una producció precipitada que va començar a mitjan 1951. El cicle de producció precipitat va portar a nombroses modificacions durant el curs i després de la fabricació. Cadillac va reutilitzar un magatzem a Cleveland l'agost de 1950 i va començar a equipar la ubicació per a la producció del Walker Bulldog i altres vehicles de combat, és a dir el Cadillac M42 Duster. La planta, amb 3700 empleats, va lliurar la primera producció M41 Walker Bulldog el març de 1951. Els primers vuit Bulldogs van ser lliurats a l'exèrcit dels Estats Units el juliol.
El març de 1952 ja s'havien fabricat més de 900 M41. Aquests van entrar en servei massa tard per participar en la Guerra de Corea, encara que alguns podrien haver estat enviats a les forces estatunidenques en aquesta regió just quan va acabar la lluita. Aproximadament 1.802 van ser construïts, però aquests van patir una varietat de problemes tècnics a causa de la seva producció una mica precipitada, i una segona marca, la M41A1, es va introduir per corregir aquests problemes. Més de 4.000 canvis en el disseny d'enginyeria van ser sol·licitats per l'Exèrcit dels Estats Units entre juliol de 1951 i juliol de 1952. L'aprovació d'expedir el tipus M41 a unitats regulars va ser denegada fins al desembre de 1952, quan es va introduir la nova marca. Uns altres 1.631 M41 de línia de base també van ser relegats al dipòsit del Ordnance Corps a Lima, Ohio, fins que es van poder corregir les seves deficiències.
La M41A1 va ser substituïda més tard per la M41A2 i la M41A3, que tenien l'avantatge d'una major munició d'estiba, i considerablement simplificats sistemes de canons i torretes. Malgrat aquestes millores de detall, la sèrie M41 no va resultar especialment popular en el servei dels Estats Units. Els membres de la tripulació asseguts a la torreta sovint es queixaven d'un espai interior limitat. Les unitats de reconeixement van criticar l'alçada i la mida del disseny, que va reduir la seva capacitat de reconèixer discretament, i encara que estava destinat a l'ocupació amb unitats aerotransportades, el seu pes la va fer poc pràctica per a les plataformes. Això va portar al desenvolupament de la Sheridan M551, que va ser dissenyada per a aeròdroms, i en la qual el baix pes de combat es considerava un factor clau. La producció de M41 va cessar cap a finals de 1954, cosa que permet a l'Exèrcit dels Estats Units de tornar a centrar-se en el desenvolupament de tancs mitjans com el M47 Patton. Ja a mitjan 1952 el govern dels Estats Units s'havia desil·lusionat tant per les deficiències percebudes pel M41 que va recomanar que el procés d'adquisició del M41 fos rescindit i s'iniciés un nou projecte de desenvolupament de tancs lleugers; no obstant això, el general J. Lawton Collins, llavors Cap de l'Estat Major de l'Exèrcit, va argumentar amb èxit que les ordres de compra existents s'havien d'omplir.
Amb la introducció de tancs de batalla soviètics, el M41 ja no era percebut com prou potent per al servei de primera línia, i va ser reemplaçat pel Sheridan molt més lleuger i fortament armat a finals de la dècada de 1960. La majoria dels M41 nord-americans de segona mà van ser reformats i posteriorment venuts o donats als aliats nord-americans a l'estranger, és a dir, Brasil, Japó i Vietnam del Sud.

## Historial del servei

### Invasió de Bahía de Cochinos
Durant el preludi de la invasió de Bahía de Cochinos, l'Agència Central d'Intel·ligència va proposar la creació d'un únic escamot de tancs compost per exiliats anticomunistes per donar suport a la incursió de la Brigada 2506 i la posterior captura de llocs estratègics a Cuba, probablement patrullats o defensats per blindats, majoritàriament T-34-85 mitjans subministrats pels soviètics. Amb aquesta finalitat, la CIA va obtenir cinc tancs M41 de reserves de l'Exèrcit dels Estats Units i els va assignar per a aquest propòsit. Els instructors nord-americans van entrenar les futures tripulacions de tancs cubans a Fort Knox el març de 1961, ensenyant-los conceptes bàsics de conducció i artilleria. Els tancs van ser transportats a la costa cubana per una sola nau de desembarcament mecanitzada el 17 d'abril, després van arribar a terra amb suport d'infanteria en un assalt amfibi d'armes combinades a Playa Girón. A causa de la manca de suport aeri adequat, els brigadistes M41 van haver d'aterrar sota un intens foc d'avions cubans, encara que tots els tancs van aconseguir avançar més enllà de la platja intacta. Van atacar immediatament una pista d'aterratge local, causant greus baixes entre els milicians cubans defensors, que no posseïen armes antitanc adequades. La milícia va organitzar un contraatac mal aconsellat amb un sol batalló, que va ser aniquilat pels tancs i les tripulacions de morter brigadista en un combat recordat a Cuba com el "Filla del Batalló Perdut".
Tot i que els exiliats havien arribat a diversos llocs de desembarcament, ja que Playa Girón era el president cubà més llunyà de l'interior, Fidel Castro va ordenar als militars que es concentressin a destruir la força de l'exili allà. Quatre batallons d'infanteria i dues companyies de tancs cubans T-34-85 van rebre l'ordre de recuperar l'aeròdrom i el cap de platja, però les seves transmissions de ràdio van ser interceptades pels exiliats, que els permet planificar la seva defensa en conseqüència. Les forces cubanes van bombardejar Playa Girón amb artilleria al voltant de la mitjanit, i després van avançar cap al poble per carretera, amb la T-34-85 al capdavant. Tres M41 que havien pres posicions just davant de la cruïlla de carreteres més propera a la platja van obrir foc a la columna a un abast molt proper. Almenys dos T-34-85 van ser destruïts inicialment, un tercer desactivat per danys a la pista, i un quart capturat pels rebels intacte quan la seva tripulació es va rendir. Els M41 van aconseguir eliminar diversos atacs més dels T-34-85 que es van quedar encallats a la carretera estreta i es van embussar a causa de les dificultats amb què es van trobar les seves tripulacions per vorejar les restes existents. No obstant això, aquest èxit va ser de curta durada: la inesperadament pesada resistència trobada per les armadures cubanes va assegurar que al migdia de la tarda següent totes les tripulacions del M41 havien esgotat la seva munició.
En un moment donat, el secretari de Defensa dels Estats Units, Robert McNamara, va proposar utilitzar els vaixells de la Marina dels Estats Units als voltants per moure altres vuit M41 i la seva munició associada per donar suport als exiliats; però, sense subministraments suficients o la Brigada de suport aeri 2506 no va poder mantenir les seves posicions contra repetits atacs blindats cubans i va ser aclaparat. Els M41 supervivents van ser abandonats a la platja prop de Platja Girón quan va acabar la invasió.

### Guerra de Vietnam

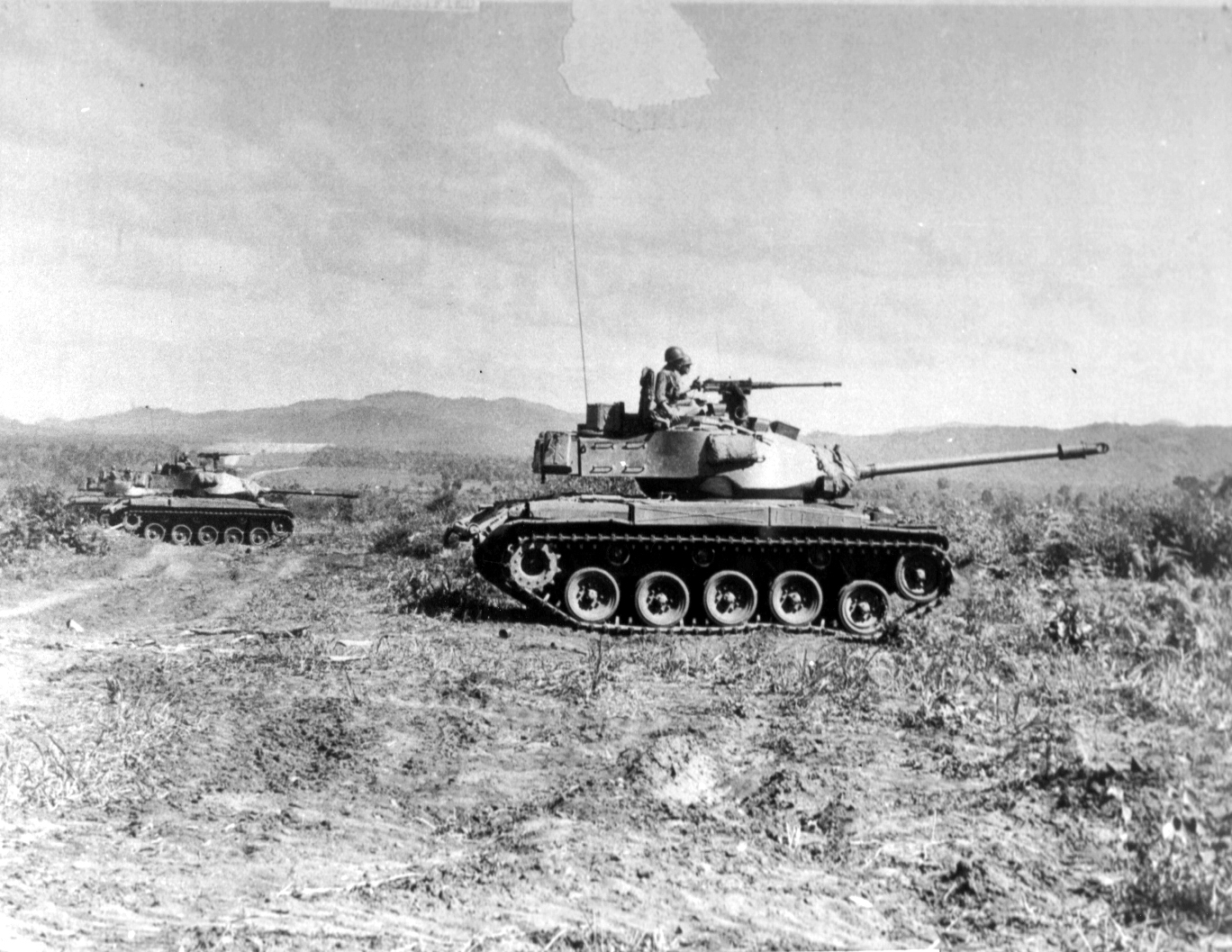
M41 en operació d'entrenament del Vietnam del Sud

El cos blindat de l'Exèrcit de la República del Vietnam tenia les seves arrels en un cos blindat colonial establert per la Indoxina francesa el 1950 i equipat amb antics tancs lleugers M24 Chaffee i M5 Stuart. Al llarg de la dècada de 1950 i principis de 1960, l'armadura sud-vietnamita no es va utilitzar en maniobres ofensives i sovint era inservible a causa de problemes logístics i edat. Amb la formació del Comandament d'Assistència Militar, Vietnam el 1962, la influència dels Estats Units en la doctrina de l'ERVN va créixer; totes les unitats cuirassades van ser posteriorment reorganitzades i estampades després dels regiments de cavalleria dels Estats Units. Els assessors nord-americans també van fer un intent concertat de reformar la flota de l'ERVN M24, però es van trobar amb problemes de proveïment amb el minvant estoc del sistema de subministrament de l'Exèrcit dels Estats Units de les parts de l'M24, la majoria de les quals ja s'havien eliminat o donat a altres països. Van disposar que els motors de l'ERVN M24 s'enviessin periòdicament al Japó per a la seva revisió, però això no es considerava pràctic ni econòmic a llarg termini.
A mitjan 1964, com a part d'un major esforç per introduir equips més moderns a l'ERVN, el MACV va proposar que el cos blindat sud-vietnamita s'incrementés en cinc esquadrons de tancs. Entre gener i abril de 1965 tots els M24 de l'ERVN van ser desmantellats o passats a les unitats de seguretat de la Força Aèria de la República de Vietnam i reemplaçats per M41A3. El M41 va demostrar ser extremadament popular entre les tripulacions de tancs sud-vietnamites, que eren generalment de menor alçada que els seus homòlegs nord-americans i no van experimentar el mateix malestar operant dins de l'espai interior limitat del tanc. Els ARVN M41 van emprendre la seva primera ocupació en combat menys d'un any més tard, i van jugar un paper instrumental en l'aixafament de l'aixecament budista de 1966. Els tancs es van utilitzar principalment per donar suport a la infanteria de l'ERVN en combats al carrer, especialment al voltant de Da Nang.
Setze M41 de l'ERVN van ser enviats inicialment a Laos com a part de l'Operació Lam Son 719 entre febrer i març de 1971, una incursió transfronterera avortada per interrompre les línies de subministrament estratègic per a l'Exèrcit Popular del Vietnam i el Viet Cong. Els tancs coordinaven les seves accions amb diverses unitats d'helicòpters i paracaigudistes de l'ERVN, que s'unirien a ells per aire. La seva ofensiva aviat es va estancar quan un batalló de tancs del PAVN equipat amb tancs T-54 i PT-76 va intentar envair una de les zones d'aterratge designades per l'ERVN. En el primer gran combat armat de la Guerra del Vietnam, els M41 van contraatacar, i l'ERVN va reclamar sis T-54 i disset PT-76 van ser destruïts. Cinc M41 i 25 APC es van perdre durant el mateix encontre, principalment a causa de mines terrestres i granades propulsades per coets. No obstant això, el PAVN va continuar reagrupant-se i contraatacant durant la setmana següent, obligant a les unitats sud-vietnamites a abandonar la zona d'aterratge i retirar-se més al sud. No mantenir una retirada cohesiva va portar a la infanteria individual o unitats mecanitzades sense suport de blindatge propi, sent tallades i envoltades per tancs del PAVN.

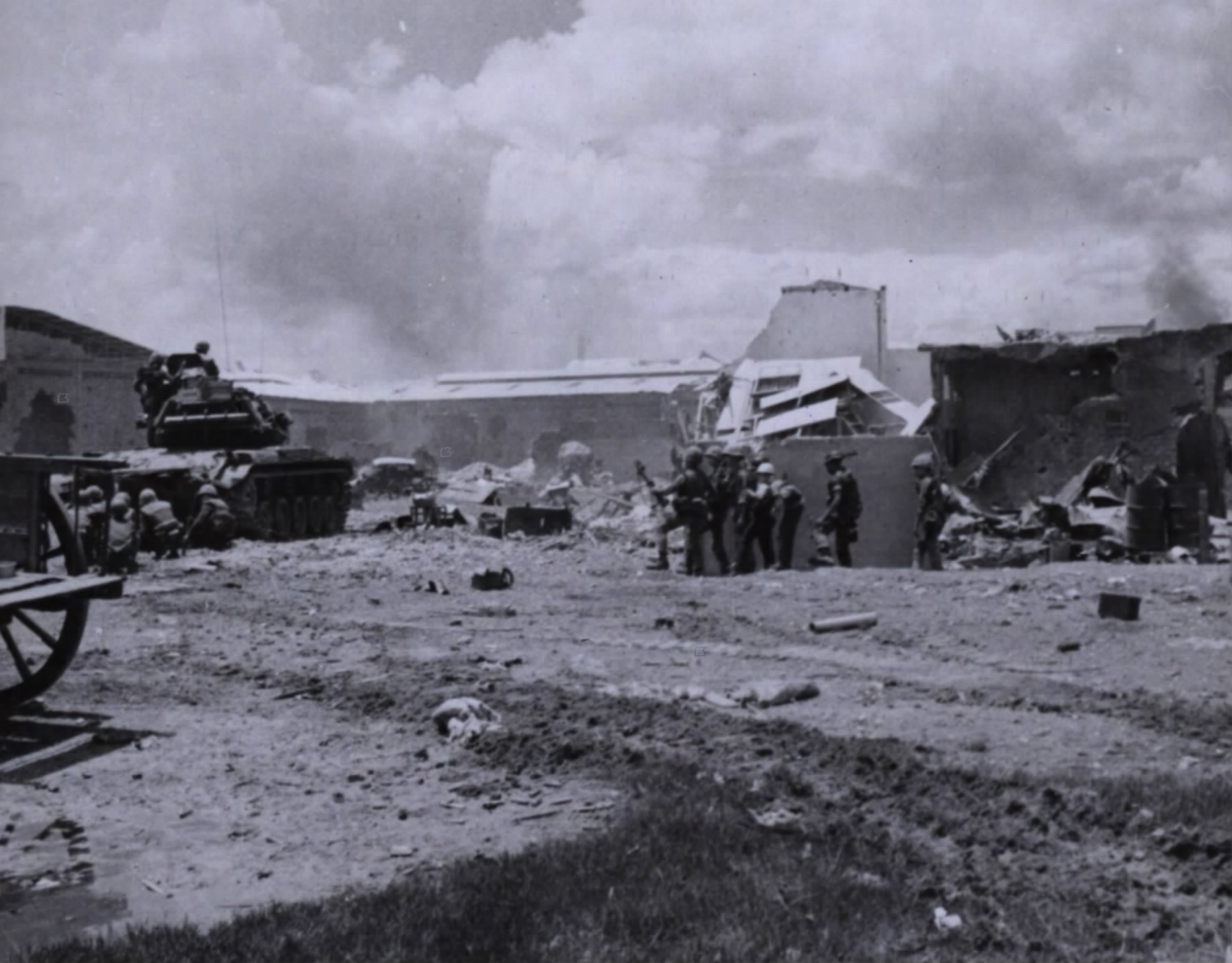
Assalts de marines i tancs a Cholon, durant l'ofensiva de maig

Els comandants de l'ERVN van declarar que no posseïen prou tancs ni armes antitanc per eliminar l'amenaça blindada de l'exèrcit del Vietnam del Nord, que havia estat subestimada durant la seva planificació operativa. Durant la resta de l'operació, els M41 van ser excavats en posicions defensives i utilitzats essencialment com a artilleria estàtica. Això va impedir que l'ERVN aprofités al màxim la seva mobilitat, i les unitats d'altres llocs van haver de dependre únicament del suport aeri dels bombarders sud-vietnamites o nord-americans per evitar els tancs del PAVN. Els reforços dels blindats van ser finalment enviats per ajudar a reforçar les forces de l'ERVN a Laos, però aquests van arribar a poc a poc i no queda clar quants M41 addicionals van arribar realment a l'àrea operativa. A causa en part de les ordres conflictives, la retirada final de l'ERVN de Laos, conduïda mentre estava sota persecució del PAVN T-54, va ser desordenada i va donar lloc a una sèrie de M41s abandonats intacte per les seves tripulacions. L'ERVN va perdre 54 M41 tancs durant la seva incursió abortiva a Laos.
Durant l'ofensiva de Pasqua del PAVN de 1972, els M41 van tornar a ser excavats en posicions estàtiques, i normalment atacaven els tancs T-54 o Tipus 59 des de terra ferma. Com que aquesta tàctica va sacrificar la maniobrabilitat superior dels tancs, els tancs del PAVN van respondre amb moviments de flanqueig que envoltaven i superaven els M41 abans que poguessin maniobrar. Els soldats d'infanteria nord-vietnamites també van aconseguir eliminar diversos escamots de M41 estàtics amb míssils guiats antitanc 9M14 Malyutka. Altres van ser capturats, i utilitzats pel PAVN a la Batalla d'An Lộc, on la defensa de les tropes estatunidenques es va veure obligada a destruir-los amb les LAW M72.
Entre 1965 i 1972 els EUA havien enviat 580 M41A3 de segona mà per subministrar diverses unitats de tancs ARVN i reemplaçar les pèrdues sostingudes en combat. Segons el SIPRI, entre 1972 i 1974 l'ERVN només va rebre M48 Pattons, que gradualment va substituir el M41 com a tanc principal en servei sud-vietnamita. Segons el MACV va rebre 19 tancs M41 durant 1974.
Durant l'ofensiva de primavera de 1975 del PAVN, 300 ARVN M41 van ser destruïts o capturats.

### Segona guerra etíop-somali
Quan va començar la guerra, s'havien lliurat 54 tancs M41 a Etiòpia.
Es van trobar amb tancs somalis T-54 / 55 en batalles , on van ser derrotats. A la batalla de Jijiga, els tancs somalis van destruir almenys 9 M41. El 12 de setembre, quan Jijiga va ser capturada , s'havien perdut tots els M41 etíops.
Després de la guerra, 11 M41 etíops capturats van entrar en servei a Somàlia.

### Argentina
Durant els primers anys de la dècada de 1960, Argentina va rebre cinc M41 amb un préstec aparentment permanent dels Estats Units. Els termes de la transferència no estan clars, ja que tot i entrar formalment en servei amb l'exèrcit argentí, els cinc tancs encara estaven catalogats com a propietat del govern nord-americà. Van ser desfilats públicament a Buenos Aires després del cop d'estat de 1966. Poc després, els líders argentins van ordenar que els tancs es retiressin del servei i tornessin als Estats Units a causa de les contínues diferències polítiques entre els dos països. Van ser reemplaçats en el servei argentí per l'AMX-13, i es va cancel·lar una proposta per comprar o demanar el préstec de més M41 dels Estats Units.

### Brasil
El M41 va ser el primer tanc que va ser adoptat en grans quantitats per les forces armades del Brasil, i va formar el pilar blindat tant de l'exèrcit brasiler com del Cos de Marines brasiler fins ben entrat el segle XXI. El 1960, una iniciativa per modernitzar les unitats blindades brasileres existents va portar a la compra de 386 M41 de segona mà del govern dels Estats Units. Els tancs es van lliurar en enviaments successius durant un període de set anys. Entre 1984 i 1985, Bernardini S/A Industria e Comercio, una empresa industrial a São Paulo, va reconstruir i modernitzar tots els M41 brasilers per prolongar la seva vida útil. Les principals característiques del programa de modernització eren un reemplaçament del motor de gasolina original Chrysler amb un model dièsel, armadura més gruixuda, i reemplaçament del canó de 76 mm amb un canó de 90 mm produït per l'avorriment de l'armament original. El canó rebored va ser modificat per disparar projectils de càrrega estabilitzats i en forma d'aleta belgues desenvolupats per al Cockerill Mk. III canó de cor llis ja instal·lat a la flota preexistent de cotxes blindats EE-9 Cascavel. La transmissió del tanc també es va actualitzar per augmentar l'acceleració i donar-li una velocitat màxima de carretera de 70 km/h. En el servei brasiler, aquests M41 millorats van rebre la designació M41B i M41C.
Líban
El 1958, l'exèrcit libanès va rebre 20 o 50 tancs M41A3 dels Estats Units per reemplaçar la seva flota de tancs mitjans Sherman Firefly obsolets britànics i els tancs lleugers Hotchkiss H35 i Renault R35 emprats durant la crisi del Líban de 1958.
Els M41 de l'Exèrcit Libanès van entrar en acció per primera vegada el 21 de novembre de 1969, quan es van enfrontar a les guerrilles de l'Organització d'Alliberament de Palestina (OAP) a la ciutat de Nabatiyeh durant els enfrontaments fronterers al districte de Rashaya del sud del Líban, i de nou al sector de Souk el-Khan de "Fatahland" a principis de la dècada de 1970.
Més tard, durant la Guerra Civil Libanesa, els M41 van ser emprats per l'exèrcit libanès i diversos grups armats a Beirut entre 1975 i 1977, després de la caiguda de l'estructura de les Forces Armades Libaneses el gener de 1976. Durant aquest període, la majoria dels M41 de l'Exèrcit regular van caure en mans de les milícies del Front Libanès cristià-dretà i del Moviment Nacional Libanès (MNL) o van ser preses per faccions dissidents rebels de l'Exèrcit Libanès. Els M41 capturats van ser emprats per l'Exèrcit Àrab Libanès (EAL), l'Exèrcit del Líban Lliure (ELL), les Forces Reguladores de Kataeb (FRK), la Milícia Tigres i l'Exèrcit Popular d'Alliberament (EPA). Almenys 18 M41 van ser finalment retornats per les milícies a l'exèrcit libanès el 1977-78, i van romandre en servei fins a la Guerra de les Muntanyes de 1983-84, quan van ser retirats i ràpidament reemplaçats pels tancs de batalla principals M48A1 i M48A5 proporcionats pels Estats Units i Jordània.

### Nova Zelanda
El 1960, el Cos Blindat Reial de Nova Zelanda va aconseguir deu M41 dels Estats Units per reemplaçar els seus obsolets tancs Valentine, que havien estat heretats de la seva estreta associació amb l'Exèrcit britànic durant la Segona Guerra Mundial. Com a resultat de la seva adopció i la retirada dels Valentines, l'organització del cos blindat de Nova Zelanda va ser alterada de dos esquadrons de tancs a un únic esquadró de cavalleria format per M41 i M113. La decisió d'adquirir els nous tancs es va prendre un any abans, el 1959, i això va permetre que els tècnics de manteniment de l'exèrcit fossin enviats als Estats Units amb suficient antelació i rebessin l'entrenament de familiarització necessari a Fort Knox abans que els tancs arribessin a Nova Zelanda. Després de l'acceleració del compromís militar dels Estats Units amb el Vietnam, el general Maxwell D. Taylor va suggerir que els M41 de Nova Zelanda es despleguessin allà per donar suport a les operacions aliades. La proposta va ser rebutjada, però Austràlia es va oferir a enviar un esquadró de tancs Centurion en el seu lloc.
El 1978, els M41 de Nova Zelanda ja no eren considerats rendibles a causa de la seva creixent edat, així com un pressupost inadequat per al seu manteniment continu. El Ministeri de Defensa va argumentar que es necessitava un tanc lleuger més barat, i el 1983 els M41 van ser desmantellats i reemplaçats pel FV101 Scorpion. Només un es va mantenir en condicions operatives; això va ser donat al Museu de l'Exèrcit Nacional de Nova Zelanda.

### Sud-àfrica
Durant mitjans i finals de la dècada de 1970, la suposada presència de tancs M41 Walker Bulldog a la Força de Defensa de Sud-àfrica va despertar l'interès internacional, especialment quan els informes de premsa van suggerir que havien estat utilitzats com a part de l'Operació Savannah, una controvertida incursió militar sud-africana el 1975 a Angola. El 1977, un economista anomenat Sean Gervasi al Centre Fernand Braudel va afirmar que la SADF estava en possessió de 100 M41. Posteriorment, figures similars es van repetir en una varietat de fonts literàries i acadèmiques.
Com que s'havia imposat un embargament d'armes voluntari a Sud-àfrica a causa de l'aprovació de la Resolució 181 del Consell de Seguretat de les Nacions Unides, Gervasi va ser convidat a testificar sobre aquesta reclamació davant la Cambra de Representants dels Estats Units, que tenia un subcomitè sobre les relacions africanes. D'acord amb les actes de la discussió, el lliurament d'un Boig M41 Walker a Sud-àfrica va ser reconegut pel Departament d'Estat, presumiblement amb finalitats d'avaluació, encara que això va tenir lloc a principis de la dècada de 1950 i va ser anterior a l'embargament d'armes. William H. Lewis, director de l'Oficina d'Afers Interafricans del Departament d'Estat, va desacreditar les acusacions de Gervasi que els Estats Units havien subministrat a Sud-àfrica un gran arsenal de tancs.
El 1982 el govern d'Angola va continuar fent afirmacions infundades que els M41 subministrats pels Estats Units s'utilitzaven durant els atacs sud-africans a Angola.

### Taiwan
L'Exèrcit de la República de la Xina va començar a rebre M41A3 com a ajuda militar dels Estats Units el 1958. La ROCA va tenir 700 M41 en diverses configuracions en servei. Els que estaven en servei en primera línia van rebre fortes millores i van ser redissenyats M41D; els M41A3 no actualitzats van ser relegats a funcions d'entrenament i reserva. El febrer de 2022, la ROCA va anunciar que retiraria els M41A3 restants, tot i que el M41D continuaria en servei.

### Uruguai
L'Uruguai es va embarcar en una important campanya de revitalització del seu cos blindat el 1981, comprant 20 cotxes blindats lleugers FN-4RM/62F i 22 tancs Walker Bulldog M41A1 de Bèlgica. Els tancs van ser objecte d'una important reconstrucció abans de la seva exportació, incloent-hi la instal·lació de nova placa de blindatge per un contractista alemany, i la substitució de l'armament de la torreta per un Cockerill Mk de 90 mm. Canó IV i una metralladora coaxial FN MAG, respectivament. El nou canó va disparar aletes estabilitzades d'alt explosiu antitanc (CALOR) i alta explosiva cap d'esquaix (HESH) petxines. Aquests M41 van ser designats M41A1U i van ser readaptats amb motors dièsel per una empresa brasilera el 1991.

### Alemanya Occidental
El M41 Walker Bulldog va ser el primer tanc de postguerra que va ser adoptat pel Bundeswehr després de la seva formació el 1955. En el servei alemany, es va utilitzar principalment pel seu paper tradicional de reconeixement. Cada divisió de Bundeswehr estava organitzada amb un batalló de reconeixement blindat integral d'una companyia M41 i dues companyies de Schützenpanzer SPz 11-2 Kurz rastrejava vehicles de caça. El concepte de tancs lleugers va resultar impopular per al Bundeswehr, i el 1966 tots els seus M41s havien estat retirats i reemplaçats pel molt més pesat M48 Patton i Leopard 1 en batallons de reconeixement blindats. A més, el M41 va ser utilitzat en un paper de destructor de tancs fins al 1969, primer en batallons de destructors de tancs de divisió i més tard també en el destructor de tancs de la companyia pesada d'un batalló d'infanteria mecanitzada.

## Modificacions

### Estats Units
- M41: Model de producció estàndard de 1951 a 1952.[8] Armat amb un fusell M32/T91E3 de 76 mm en una muntura M76/T138E1 i transportava cinquanta-set bales de munició de 76 mm.[11] La travessa de la torreta es va dur a terme a través d'un sistema de relé de pulsing i unitats elèctriques, i el tanc va ser alimentat per un motor de gasolina AOS-895-3.
- M41A1: Substituïda la base M41 com a model de producció estàndard. Rebut el sistema de travessa de torreta hidràulica millorat amb suport manual el 1953.[1] Armat amb un fusell M32A1 de 76 mm en una muntura M76A1. Es van dur a terme seixanta-cinc bales de munició de 76 mm.[11]
- M41A2: Una variant millorada de la M41A1 incorporada el 1956 amb un motor de gas Continental de 6 cilindres,[1] un motor d'injecció de combustible AOS-895-5 molt menys famolenc, un motor de doble potència per al comandant del tanc, i un engranatge d'elevació de canons tipus pinió.[11]
- M41A3: Tancs M41A1 actualitzats amb motors d'injecció de combustible.[1]
- QM41: Model de l'Armada dels Estats Units, equipat amb un mecanisme de control remot i emprat per a proves d'artilleria.
- M41 105: Un buc M41 va ser equipat amb la torreta completa i canó de 105 mm del tanc lleuger Stingray. Aquest prototip va ser provat per Cadillac Gage com una possible actualització del mercat per als tancs M41 preexistents, però no va ser adoptat per cap país.[42]
- T49: Un tanc experimental va fer una millora per al M41 el 1954. Només es van construir dues variants. El tanc més tard va servir com a banc de proves per al XM551 Sheridan i es va muntar amb una torreta arrodonida i un canó de 152 mm.[43]

### Altres països

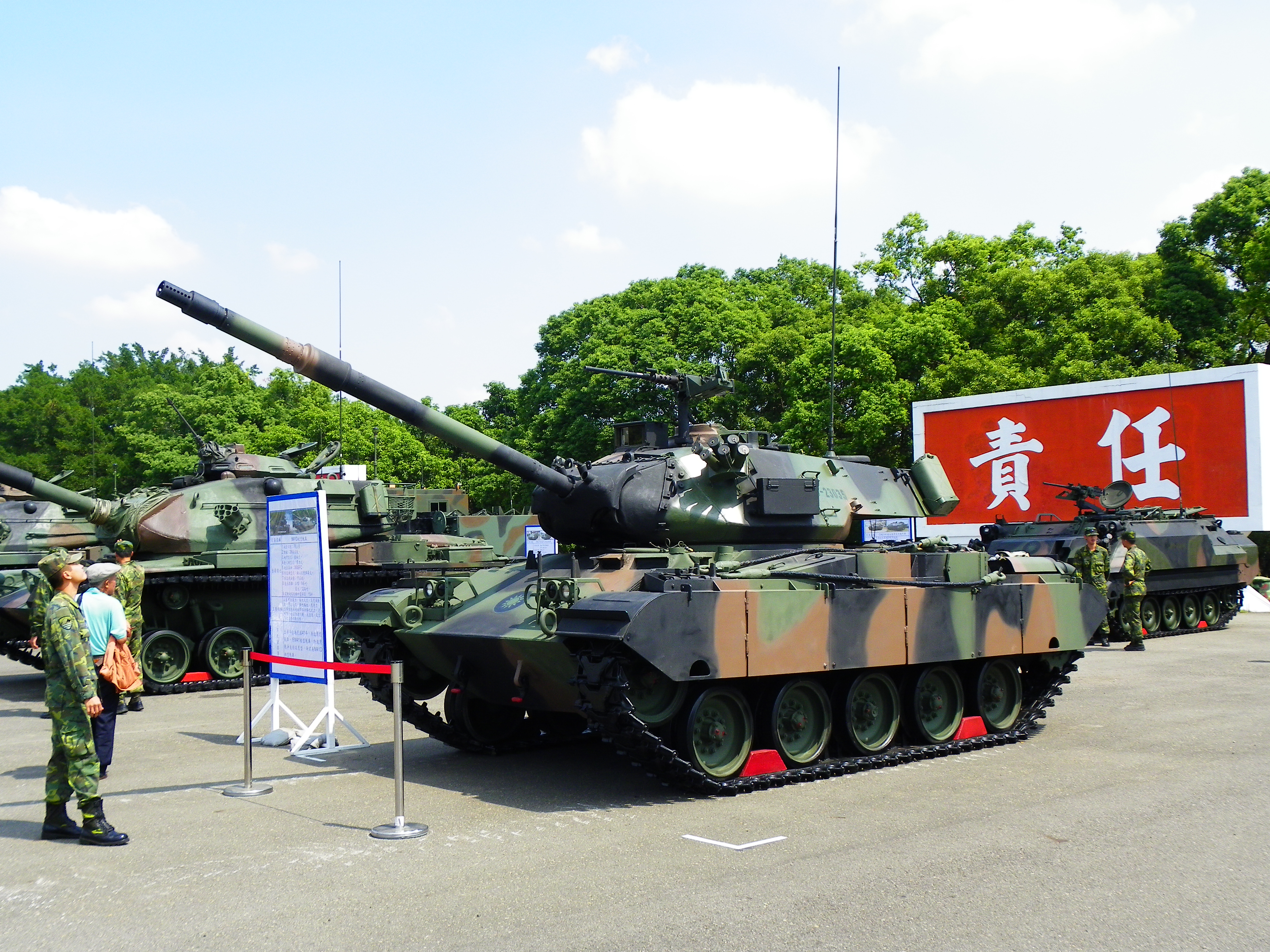
Un M41D

- Un M41DM41B: M41 modernitzat per Bernardini S/A Industria e Comercio per a l'exèrcit brasiler. Equipat amb un nou motor dièsel Saab-Scania DS-14A 04 de vuit cilindres, que desenvolupa 405 CV (302 kW), i això permet que el tanc arribi a velocitats de fins a 70 km/h. També es va instal·lar un nou sistema de refrigeració, format per un radiador i dos grans ventiladors. La mida d'aquest aparell requeria la construcció d'un buc posterior completament nou. El canó de 76 mm s'ha avorrit fins al calibre de 90 mm, s'ha escurçat i s'ha equipat amb un contrapès al canó i un compensador de barres de torsió a la tanca; aquest M32 fortament modificat es coneix com a Ca 76/90 M32 BR2.[2]
  - M41C: M41B reconstruït a les especificacions del Cos de Marines brasiler, incloent-hi un motor dièsel DS-12 OA diferent i un telèmetre làser.[2]
- M41D: M41 modificat per l'Exèrcit de la República de la Xina amb un nou motor dièsel Detroit Diesel 8V-71T, que permet al tanc arribar a velocitats de fins a 72 km/h i augmentar el seu abast a 450 km. La torreta va ser alterada per portar una variant de fabricació taiwanesa del M32 coneguda com a M32K1, així com una metralladora de propòsit general FN MAG coaxial. El M32K1 té un extractor de fum i un fre de morrió diferent, i s'ha actualitzat amb imatges tèrmiques.[11]
- M41 DK 1: M41 modificat per l'Exèrcit Reial Danès amb un sistema de protecció NBQ, un telèmetre làser extern i equips d'imatge tèrmica.[44]
- M41E: M41 modificat per l'exèrcit espanyol amb un nou motor dièsel General Motors 8V-71T que desenvolupa 400 CV (300 kW); això augmenta el rang del tanc a uns 483 km.[2]
- M41GTI: M41 modernitzat per la companyia alemanya GLS per a l'Exèrcit Reial Tailandès. Equipat amb un nou motor dièsel MTU MB 833 Aa501 que desenvolupa 442 CV (330 kW), i això permet al tanc assolir velocitats de fins a 60 km/h i augmentant el seu abast a 600 km. El canó de 76 mm també es va acoblar al sistema de control d'incendis digital MOLF 41 amb vistes d'imatges tèrmiques i un telèmetre làser, així com una nova metralladora coaxial Heckler & Koch HK21.[2]
- M41 HAKO: M41 sense torreta modificada per l'exèrcit espanyol per portar un banc de míssils guiats antitanc HOT.[45]
- M41U: M41A1 amb armadura millorada i una torreta alterada per transportar el Cockerill Mk de 90 mm dissenyat per Bèlgica. Metralladora IV així com una metralladora de propòsit general FN MAG coaxial.[25] Desenvolupat per Bèlgica per a l'exèrcit uruguaià.[46]
- Tipus 65: Un M41 dissenyat per l'Exèrcit de la República de la Xina, similar al M-41D però amb armadura significativament més gruixuda i una metralladora coaxial M60. No queda clar si el Tipus 65 és un derivat M41 construït sota llicència a la República de la Xina, o simplement un M41A2/M41A3. A diferència de la sèrie M41, la torreta del tipus 65 és completament d'acer fos, i les seves dimensions interiors són més petites.[11]

## Versions

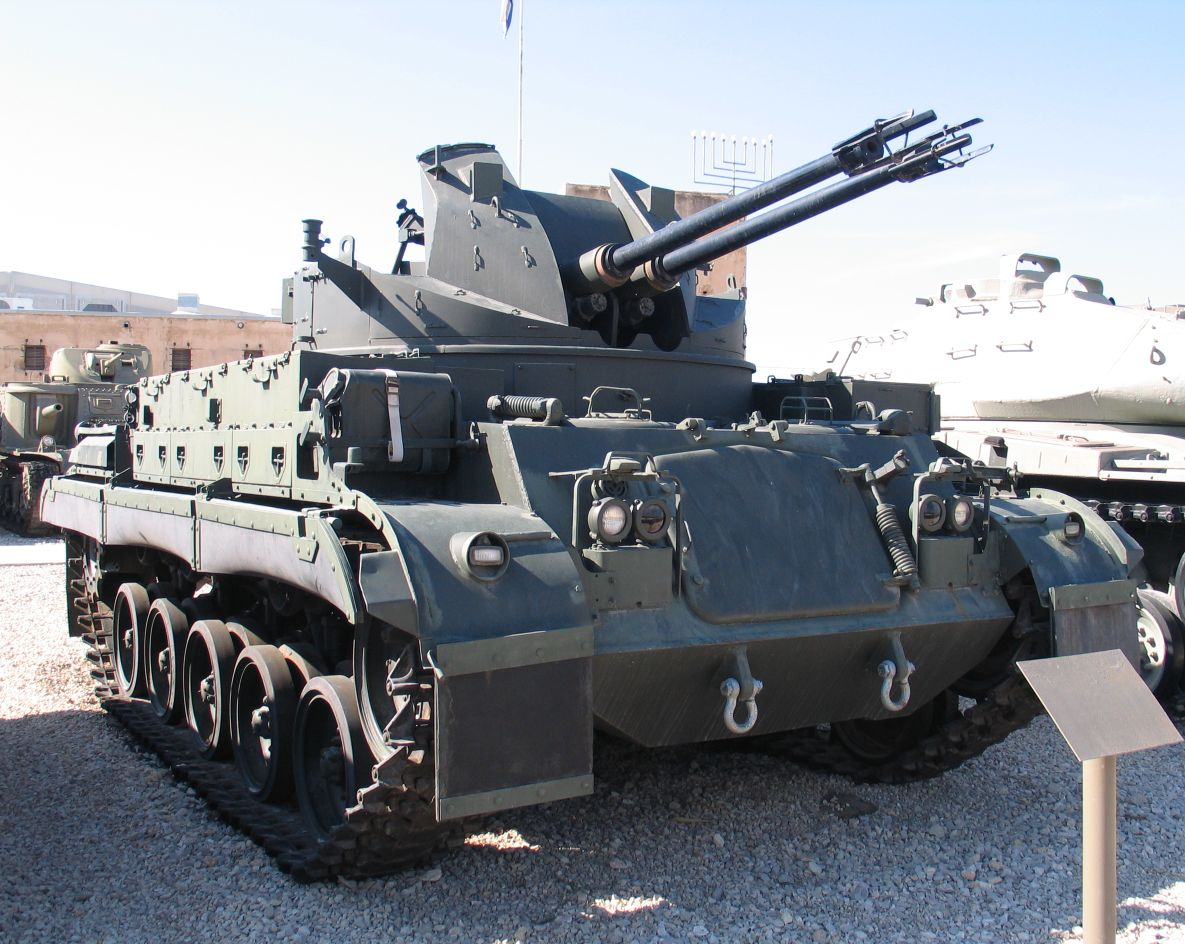
Un M42 Duster

- Un M42 DusterM42 Duster: Arma antiaèria autopropulsada, basat al tanc lleuger M41.
- M75: Transport blindat de personal, basat al tanc M41.
- M44: Artilleria autopropulsada, basat al M41.
- M52: Artilleria autopropulsada, basat al M41.

## Operadors

### Actuals
- República de la Xina: M41A3 utilitzat fins al 2022. Un petit nombre de M41D va romandre en servei a partir de 2024.[47]
- República Dominicana: 12 M41B a partir de 2024.[48]
- Tailàndia: 24 M41 a partir de 2024.[49]

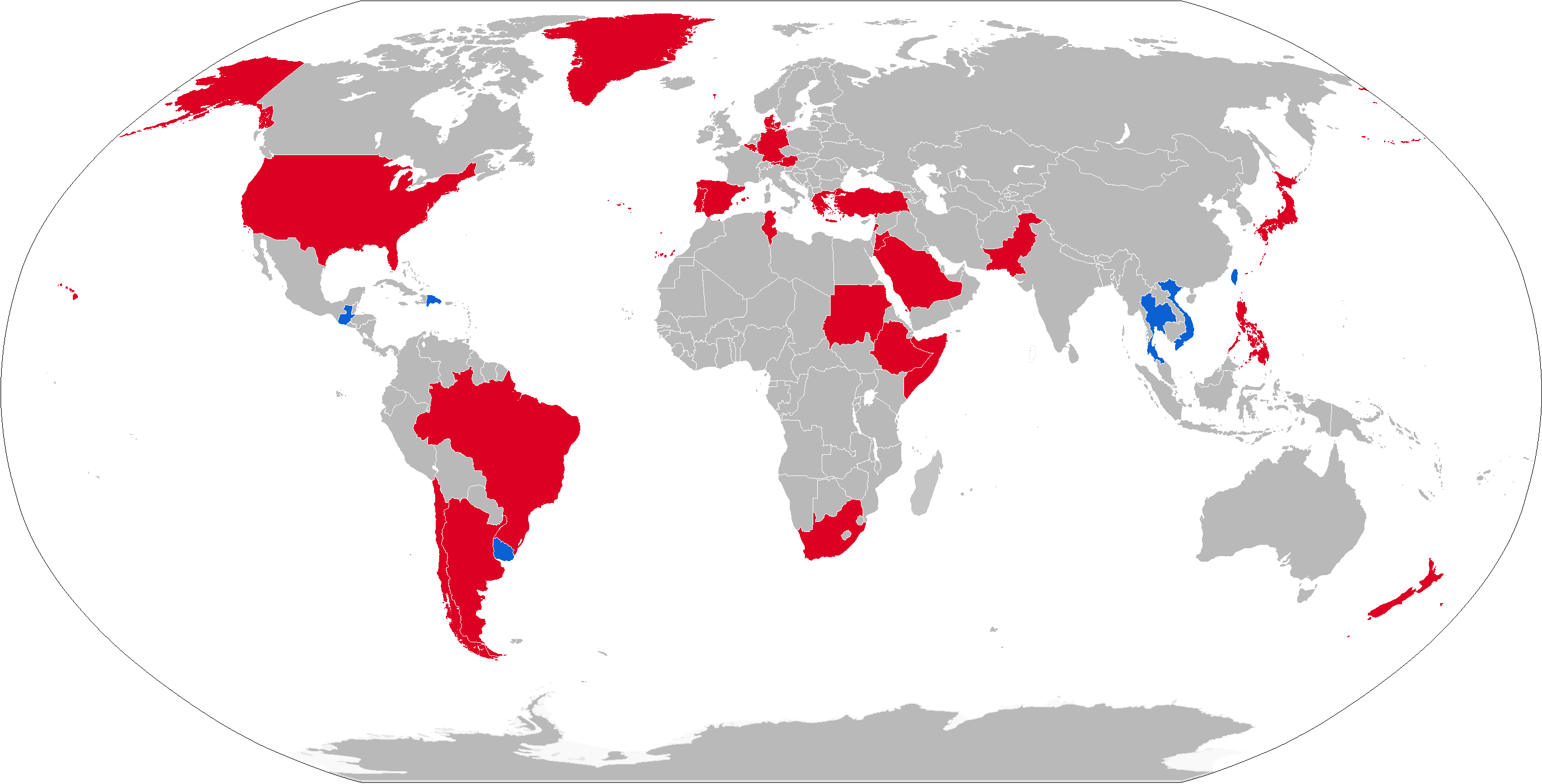
Països en color blau on tenen un M41 en servei. Països en color vermell on tenien un M41 en servei.

- Països en color blau on tenen un M41 en servei. Països en color vermell on tenien un M41 en servei. Uruguai: 22 M41A1UR i 25 M41C a partir de 2024.[50]

### Antics
- Alemanya Occidental: 50 M41.[51]
- Aràbia Saudita: 60 M41.[21]
- Argentina: 5 en préstec dels EUA; tots van tornar.[25]
- Àustria: 40 M41.[21]
- Bèlgica: 135 M41.[21]
- Brasil: 386 M41.[11]
- Dinamarca: 53 M41.[21]
- Espanya: 245 M41.[21]
- Estats Units país amfitrió.[8]
- Etiòpia: 54 M41.[21]
- Filipines: 7 M41.[21]
- Grècia: 81 M41[21]
- Guatemala: 10 M41[11]
- Japó: 130 M41.[3]
- Líban: 18 M41.[21]
- Nova Zelanda: 10 M41.[21]
- Pakistan: 50 M41.[21]
- Portugal Alguns M41.[34]
- Somàlia: 10 M41.[11]
- Sud-àfrica: 1 confirmat, presumiblement amb finalitats d'avaluació.[36] Altres fonts van reclamar des de 90 a 100 en servei; això va donar lloc a una controvèrsia significativa a finals de la dècada de 1970.[12]
- Sudan: 53 donats per l'Aràbia Saudita el 1981.[52]
- Tunísia: 12 M41.[21]
- Turquia: 100 M41.[21]
- Vietnam: Capturat o heretat del Vietnam del Sud, en gran part en reserva d'emmagatzematge a partir de 2020.[53]
- Vietnam del Sud: 350 M41.[21]
- Xile: 60 M41.[11]

## Carros de combat similars
- Estats Units: M24 Chaffee
- Estats Units: M551 Sheridan
- Xina: Tipus 63
- Xina Tipus 62
- Àustria SK-105 Kürassier
- França: AMX-13